# Classe Baglietto
La classe Baglietto est une classe de patrouilleurs, petits navires de guerre, dans la marine algérienne.

## Présentation
Les Type 20 sont des vedettes de patrouilles rapides fabriquées par le constructeur italien Baglietto.
Des 10 Types 20 acquis en 1976, 7 sont toujours opérationnels et sont utilisés par les garde-côtes.
Ces navires disposent d'un radar de navigation Racal Decca, sont armés d'un canon simple de 20 mm et peuvent atteindre une vitesse acceptable de 36 nœuds. 

## Unités

### (321)
- Dates
  - Sur cale :
  - Lancement :
  - Mise en Service : 1976
  - Parcours :
  - Date retrait :
  - Fin de vie :

### (322)
- Dates
  - Sur cale :
  - Lancement :
  - Mise en Service : 1976
  - Parcours :
  - Date retrait :
  - Fin de vie :

### El Hamil(325)
- Dates
  - Sur cale :
  - Lancement :
  - Mise en Service : 1976
  - Parcours :
  - Date retrait :
  - Fin de vie :

### El Assad(326)
- Dates
  - Sur cale :
  - Lancement :
  - Mise en Service : 1976
  - Parcours :
  - Date retrait :
  - Fin de vie :

### El Markhad(327)
- Dates
  - Sur cale :
  - Lancement :
  - Mise en Service : 1976
  - Parcours :
  - Date retrait :
  - Fin de vie :

### El Tair(328)
- Dates
  - Sur cale :
  - Lancement :
  - Mise en Service : 1976
  - Parcours :
  - Date retrait :
  - Fin de vie :

### (329)
- Dates
  - Sur cale :
  - Lancement :
  - Mise en Service : 1976
  - Parcours :
  - Date retrait :
  - Fin de vie :